# Джигме Цултрім
Джигме Цултрім (нар. 26 лютого 1993, Бутан) — бутанський футболіст, захисник клубу «Єедзін» та національної збірної Бутану.

## Клубна кар'єра
У 2012 році приєднався до клубу «Єедзін», кольори якого захищай й на даний час.

## Кар'єра в збірній
У футболці національної збірної Бутану дебютував 2012 року.